# Saint-Méloir-des-Bois
Saint-Méloir-des-Bois è un comune francese di 271 abitanti situato nel dipartimento delle Côtes-d'Armor nella regione della Bretagna.

## Società

### Evoluzione demografica
Abitanti censiti